# 相良広明
相良 広明（さがら ひろあき、生没年不詳）は、日本の出版史研究者。法政大学非常勤講師。
父は大日本帝国陸軍の高級指揮官で、昭和の学校教育にも影響を与えた相良広一少将。兄は英文学者の相良次郎。工学博士の松田武彦は義弟になる。

## 来歴・人物
軍人だった父が赴任していた日本統治下の朝鮮・京城府で生まれ、生後すぐに父の移動により熊本へと移り住む。
熊本陸軍幼年学校にて幼少期から幹部将校候補としての教育を受ける。卒業後、東京の中央幼年学校へ進学し、陸軍士官学校へ入学。士官学校卒業後は陸軍軍隊の中隊長としてビルマに配属されるが、すぐに呼び戻されて士官学校の区隊長に昇格。しかしすぐに終戦を迎える。
終戦後、東京大学東洋史学科へ進学。卒業後は講談社に入社するが、軍歴のため連合国軍最高司令官総司令部（GHQ）に目をつけられ公職追放により退社させられた。その後、紀伊国屋書店に入社し、洋書部長として戦後の日本に数多くの洋書・外国雑誌を紹介した。
広明が輸入する洋書、外国雑誌の評判はよく、洋書に関する知識と図書輸入のノウハウが評価され紀伊国屋書店の重役取締役となる。同時期から法政大学で出版史の講義をはじめる。

## 著述
- 「求める洋書を調べるには」『出版ニュース』1958年4月号, NAID 40001739987
- 「海賊版と翻刻版」出版ニュース社、1959年
- 「イギリスの読書界」『出版ニュース』1961年1月上合併号（対談記事）[3]
- 「外国雑誌の発注方法」『雑誌の管理と利用』日本図書館協会 1967年（高田金八（丸善）との共著）[4]
- 「通貨の変動と洋書」出版ニュース社、1973年